# Накасонгола (округ)
Накасонгола — округ в Центральной области Уганды. По состоянию на 2010 год в округе проживает 146 300 человек. Площадь территории составляет 3509,9 км². На северо-западе граничит с округом Апак, с округом Амолатар на северо-востоке, с округом Луверо на юге, на юго-западе граничит с округом Накасеке, с округом Масинди на северо-западе. Основным видом экономической деятельности округа является выращивание продовольственных культур, таких как картофель, бананы и кукурузу. Также в округе имеются кофейные плантации. Основным языком общения является Луганда.
Административный центр — Накасонгола.

## География
В районе протекают реки Каби, Лугого. Район стоит на берегах озера Кьога.